# San Miguel Centro
San Miguel Centro es uno de los 44 municipios de El Salvador y el más importante de la región oriental del país. Este municipio está conformado por seis distritos: San Miguel, Comacarán, Uluazapa, Moncagua, Quelepa y Chirilagua. Su distrito principal, San Miguel, es la segunda ciudad más grande del país y un centro económico, comercial y cultural clave para toda la zona oriental. Con una fuerte influencia histórica y una gran actividad comercial, San Miguel Centro se destaca como el motor de desarrollo de la región, albergando eventos de relevancia nacional como el Carnaval de San Miguel y siendo un punto estratégico de conexión entre el oriente y el resto del país.

## Historia
El Municipio de San Miguel Centro, conformado por los distritos de San Miguel, Comacarán, Uluazapa, Moncagua, Quelepa y Chirilagua, es uno de los núcleos históricos y culturales de la región oriental de El Salvador.
El distrito de San Miguel constituye el corazón urbano y administrativo del municipio. Su fundación se remonta a la época colonial, cuando fue establecido como centro comercial y administrativo por los españoles, lo que le permitió consolidarse como una de las ciudades más importantes del oriente salvadoreño. Durante los siglos XIX y XX, San Miguel se transformó en un polo de desarrollo económico, cultural y político, y hoy es reconocido por su vibrante vida cultural, sus tradicionales festividades –como el famoso Carnaval de San Miguel– y su patrimonio arquitectónico, legado de un pasado colonial y republicano que aún se refleja en sus calles y plazas.
Por otro lado, los distritos de Comacarán, Uluazapa, Moncagua, Quelepa y Chirilagua han mantenido una identidad más rural y tradicional. Aunque la documentación histórica específica de estos distritos es menos amplia, se sabe que han sido testigos del proceso de modernización agraria y del desarrollo rural que ha caracterizado a la región. Estos territorios han contribuido al dinamismo económico del municipio a través de actividades agrícolas y artesanales, y han preservado costumbres y tradiciones propias que enriquecen la identidad cultural del conjunto municipal.
En conjunto, el Municipio de San Miguel Centro es el resultado de la fusión de una historia urbana intensa, representada en el distrito de San Miguel, y de una rica tradición rural que se manifiesta en sus distritos periféricos. Esta dualidad ha permitido que el municipio se convierta en un importante centro de desarrollo regional, donde conviven la modernidad y la tradición.

## Educación
El municipio de San Miguel Centro cuenta con un total de 243 centros educativos distribuidos en sus seis distritos, ofreciendo educación desde el nivel parvulario hasta la educación media.  En el ámbito de la educación superior, el municipio alberga a la Universidad de El Salvador, la Universidad de Oriente, la Universidad Capitán General Gerardo Barrios, la Universidad Doctor Andrés Bello, la Universidad Modular Abierta, la Escuela Especializada en Ingeniería ITCA-FEPADE y el Instituto Especializado de Profesionales de la Salud de El Salvador (IEPROES).